# The Sex Lives of College Girls
The Sex Lives of College Girls é uma série de televisão americana baseada de comédia dramática adolescente criada por Mindy Kaling lançada em 18 de novembro de 2021 na Max. Em dezembro de 2021, a série foi renovada para segunda temporada que estreou em 17 de novembro de 2022.  Em 14 de dezembro de 2022, a Max renovou a série para um terceira temporada, lançada em 21 de novembro de de 2024. Em março de 2025, a série foi cancelada após três temporadas.

## Premissa
A série segue a vida de quatro colegas de quarto calouras de 18 anos no Essex College em Vermont, cobrindo seu estilo de vida sexualmente ativo enquanto elas lidam com as diferentes lutas e dificuldades que a faculdade traz.

## Elenco

### Principal
- Pauline Chalamet como Kimberly
- Amrit Kaur como Bela
- Reneé Rapp como Leighton (1ª-3ª temp.)
- Alyah Chanelle Scott como Whitney
- Gavin Leatherwood como Nico
- Chris Meyer como Canaan
- Ilia Isorelýs Paulino como Lila
- Renika Williams como Willow
- Lauren "Lolo" Spencer como Jocelyn
- Midori Francis como Alicia
- Mekki Leeper as Eric (2ª temp.; recorrente 1ª temp.)
- Mitchell Slaggert as Jackson (2ª temp.)
- Mia Rodgers como Taylor (3ª temp.)
- Gracie Lawrence como Kacey (3ª temp.)

### Recorrente
- Rob Huebel como pai de Leighton e Nico
- Nicole Sullivan como Carol
- James Morosini como Dalton
- Kavi Ramachandran Ladnier como Reena
- Stephen Guarino como genrenta da Sips
- Conor Donnally como Ryan
- Sierra Katow como Evangeline
- Maya Rose como Jenna
- Colby Strong como Cory
- Sherri Shepherd como Evette
- Gracie Dzienny como Tatum (2ª temp.)
- Charlie Hall como Andrew (2ª temp.)
- Gracie Dzienny como Tatum (2ª temp.)
- Michael Provost como Eli (3ª temp.)
- Devin Craig como Isaiah (3ª temp.)
- Nabeel Muscatwalla como Arvind (3ª temp.)
- Rebecca Wisocky como Professora Dorfmann (3ª temp.)
- Michael Hsu Rosen como Brian (3ª temp.)
- Ruby Cruz (3ª temp.)
- Roby Attal como Cooper (3ª temp.)

## Produção

### Desenvolvimento
A série foi anunciada pela primeira vez na apresentação da HBO Max em outubro de 2019, sob o título provisório College Girls. Foi dado um pedido direto para a série de 13 episódios de meia hora, com Mindy Kaling anunciada para criar, escrever e ser produtora executiva da série em seu contrato geral com a Warner Bros. Television. Em maio de 2020, o lançamento da série foi confirmado no ano seguinte, em 2021, sob o novo e expandido título The Sex Lives of College Girls. Em outubro de 2020, foi anunciado que o primeiro episódio seria co-escrito por Kaling e por Justin Noble, bem como Noble se juntando à série como produtor executivo. Em 7 de dezembro de 2021, a HBO Max renovou a série para uma segunda temporada.

### Seleção de elenco
Em 14 de outubro de 2020, o elenco principal, formado por Pauline Chalamet, Amrit Kaur, Renée Rapp e Alyah Chanelle Scott, foi anunciado. Em 16 de dezembro de 2020, Dylan Sprouse se juntou ao elenco principal. Em 12 de março de 2021, Midori Francis, Gavin Leatherwood (substituindo Dylan Sprouse), Christopher Meyer, Ilia Isorelýs Paulino, Lauren "Lolo" Spencer e Renika Williams foram escalados para os papéis principais. Em 19 de maio de 2021, Sherri Shepherd, Maya Rose, Rob Huebel, Nicole Sullivan, Conor Donnally, Sierra Katow, Mekki Leeper e James Morosini se juntaram ao elenco em papéis recorrentes. Em 16 de agosto de 2021, Izzy Roland, Kavi Ladnier, Stephen Guarino, Matt Maloy, Donielle Nash e Najee Muhammad juntaram-se ao elenco em funções recorrentes. Em 3 de junho de 2022, Mitchell Slaggert foi escalado como uma nova série regular para a segunda temporada. Em 15 de agosto de 2022, Charlie Hall se juntou ao elenco em um papel não revelado para a segunda temporada. Em 10 de julho de 2023, foi anunciado que Rapp só faria uma participação na terceira temporada e depois disso sairia da série para se concentrar em sua carreira musical. Em abril de 2024, foi relatado que Gracie Lawrence e Mia Rodgers foram escaladas como personagens regulares da série para a terceira temporada. Em maio de 2024, foi anunciado que Nabeel Muscatwalla, Rebecca Wisocky e Michael Hsu Rosen foram escalados para papéis recorrentes para a terceira temporada. Em 18 de junho de 2024, foi relatado que Devin Craig, Ruby Cruz, Michael Provost e Roby Attal se juntaram ao elenco em capacidades recorrentes para a terceira temporada.

### Filmagens
A série começou a ser filmada em 20 de novembro de 2020, em Los Angeles. As filmagens também aconteceram no Vassar College, na cidade de Poughkeepsie, Nova York, em meados de 2021. Em 19 de junho de 2021, o membro recorrente do elenco Sherri Shepherd postou um vídeo dos bastidores de sua personagem fantasiada e revelou que a estreia da série está programada para o final de 2021.

## Episódios

### Resumo
| Temporada | Temporada | Episódios | Episódios | Exibição original      | Exibição original      |
| Temporada | Temporada | Episódios | Episódios | Estreia da temporada   | Final da temporada     |
| --------- | --------- | --------- | --------- | ---------------------- | ---------------------- |
|           | 1         | 10        | 10        | 18 de novembro de 2021 | 9 de dezembro de 2021  |
|           | 2         | 10        | 10        | 17 de novembro de 2022 | 15 de dezembro de 2022 |
|           | 3         | 10        | 10        | 21 de novembro de 2024 | 23 de janeiro de 2025  |

### 1ª temporada (2021)
| N.º na série | N.º na temp. | Título                     | Dirigido por       | Escrito por                         | Lançamento             |
| ------------ | ------------ | -------------------------- | ------------------ | ----------------------------------- | ---------------------- |
| 1            | 1            | "Welcome to Essex"         | David Gordon Green | Mindy Kaling & Justin Noble         | 18 de novembro de 2021 |
| 2            | 2            | "Naked Party"              | Zoe Cassavetes     | Ali Liebegott & Caroline Goldfarb   | 18 de novembro de 2021 |
| 3            | 3            | "Le Tuteur"                | Zoe Cassavetes     | Rupinder Gill                       | 25 de novembro de 2021 |
| 4            | 4            | "Kappa"                    | Kabir Akhtar       | Charlie Grandy & Beth Appel         | 25 de novembro de 2021 |
| 5            | 5            | "That Comment Tho"         | Rachel Raimist     | Matt Warburton & Sheridan Watson    | 25 de novembro de 2021 |
| 6            | 6            | "Parents Weekend"          | Meredith Dawson    | Mindy Kaling & Justin Noble         | 2 de dezembro de 2021  |
| 7            | 7            | "I Think I’m a Sex Addict" | Lila Neugebauer    | Rupinder Gill & Vanessa Baden Kelly | 2 de dezembro de 2021  |
| 8            | 8            | "The Surprise Party"       | Maggie Carrey      | Charlie Grandy & Kristen Zublin     | 2 de dezembro de 2021  |
| 9            | 9            | "Cheating"                 | Kabir Akhtar       | Caroline Goldfarb & Beth Appel      | 9 de dezembro de 2021  |
| 10           | 10           | "The Truth"                | Liza Johnson       | Justin Noble & Rupinder Gill        | 9 de dezembro de 2021  |

### 2ª temporada (2022)
| N.º na série | N.º na temp. | Título                                  | Dirigido por    | Escrito por                       | Lançamento             |
| ------------ | ------------ | --------------------------------------- | --------------- | --------------------------------- | ---------------------- |
| 11           | 1            | "Winter Is Coming"                      | Daniella Eisman | Caroline Goldfarb                 | 17 de novembro de 2022 |
| 12           | 2            | "Frat Problems"                         | Daniella Eisman | Rupinder Gill                     | 17 de novembro de 2022 |
| 13           | 3            | "The Short King"                        | Lila Neugebauer | Sarah Tapscott                    | 24 de novembro de 2022 |
| 14           | 4            | "Will You Be My Girlfriend?"            | Lila Neugebauer | Rheeqrheeq Chainey                | 24 de novembro de 2022 |
| 15           | 5            | "Taking Shots"                          | Thembi Banks    | Justin Noble & Sheridan Watson    | 1 de dezembro de 2022  |
| 16           | 6            | "Doppelbanger"                          | David Stassen   | Mindy Kaling                      | 1 de dezembro de 2022  |
| 17           | 7            | "The Essex College Food Workers Strike" | Tazbah Chavez   | Beth Appel                        | 8 de dezembro de 2022  |
| 18           | 8            | "Pre-Frosh Weekend"                     | Tazbah Chavez   | Sarah Tapscott & Modupe Thompson  | 8 de dezembro de 2022  |
| 19           | 9            | "Sex & Basketball"                      | Rupinder Gill   | Rupinder Gill & Caroline Goldfarb | 15 de dezembro de 2022 |
| 20           | 10           | "The Rooming Lotery"                    | Justin Noble    | Justin Noble & Beth Appel         | 15 de dezembro de 2022 |

### 3ª temporada (2024–2025)
| N.º na série | N.º na temp. | Título                  | Dirigido por         | Escrito por                         | Lançamento             |
| ------------ | ------------ | ----------------------- | -------------------- | ----------------------------------- | ---------------------- |
| 21           | 1            | "Welcome Back to Essex" | MJ Delaney           | Mindy Kaling & Justin Noble         | 21 de novembro de 2024 |
| 22           | 2            | "Lila by Lila"          | MJ Delaney           | Sarah Tapscott                      | 28 de novembro de 2024 |
| 23           | 3            | "Four to a Suite"       | Michael Spiller      | Rupinder Gill & Vanessa Baden Kelly | 5 de dezembro de 2024  |
| 24           | 4            | "Franklin the Fox"      | Michael Spiller      | Caroline Goldfarb                   | 12 de dezembro de 2024 |
| 25           | 5            | "Parents Weekend 2"     | Gail Mancuso         | David Phillips                      | 19 de dezembro de 2024 |
| 26           | 6            | "Halloween & Oat Milk"  | Steven Canals        | Beth Appel                          | 26 de dezembro de 2024 |
| 27           | 7            | "The Rodeo"             | Thembi Banks         | Modupe Thompson                     | 2 de janeiro de 2025   |
| 28           | 8            | "The Good Partner Test" | Courtney M. Franklin | Rupinder Gill & Sarah Tapscott      | 9 de janeiro de 2025   |
| 29           | 9            | "Pics"                  | Rupinder Gill        | David Phillips & Beth Appel         | 16 de janeiro de 2025  |
| 30           | 10           | "Essex Strong"          | Justin Noble         | Justin Noble & Caroline Goldfarb    | 23 de janeiro de 2025  |

## Lançamento
The Sex Lives of College Girls estreou em 18 de novembro de 2021, com os dois primeiros episódios disponíveis imediatamente, seguidos por três novos episódios em 25 de novembro e 2 de dezembro, e os dois episódios finais em 9 de dezembro.